# Bit (myntenhet)
Bit var en myntenhet i Danska Västindien, senare även brukad på Amerikanska Jungfruöarna. Från 1904 motsvarade 100 bit 1 franc. 5 bit motsvarade 1 amerikansk cent. Myntenheten brukades även i delar av Nederländska Västindien, och där motsvarade 1 bit 14-15 nederländska cent.